# ناحیه الوادی
ناحیه الوادی (به عربی: دائرة الوادی) یک ناحیه در الجزایر است که در استان الوادی واقع شده‌است.

## خصوصیات
ناحیه الوادی ۱۴۴٬۷۷۵ نفر جمعیت دارد.